# Jaćmierz (Natura 2000)
Jaćmierz (PLH180032) – projektowany specjalny obszar ochrony siedlisk, aktualnie obszar mający znaczenie dla Wspólnoty, położony w Kotlinie Jasielsko-Krośnieńskiej, na terenie gminy Zarszyn, w pobliżu Jaćmierza, w dolinie Pielnicy. Zajmuje powierzchnię 174,45 ha. Utworzony został w celu ochrony łąk świeżych – siedliska z załącznika I dyrektywy siedliskowej. Występują tu trzy gatunki motyli z załącznika II:
- modraszek nausitous Phengaris nausithous
- modraszek telejus Phengaris teleius
- czerwończyk nieparek Lycaena dispar